# Nada Razpet
Nada Razpet, slovenska fizičarka in pedagoginja.
Nada Razpet je diplomirala leta 1974 na FMF Univerze v Ljubljani. Leta 2008 je magistrirala iz magistrskega študija fizikalnega izobraževanja z nalogo:  Obravnavanje sevanja s hamiltonskim pristopom. Leta 2014 je zagovarjala svojo doktorsko disertacijo z naslovom  Obravnava valovanja s hamiltonsko metodo.
Zaposlena je bila kot profesorica matematike in fizike na Gimnaziji Bežigrad, kasneje pa na Zavodu RS za šolstvo kot višja svetovalka za opismenjevanje v računalništvu in kot asistentka na Pedagoški fakulteti Koper Univerze na Primorskem. Bila je podpredsednica Društva matematikov, fizikov in astronomov Slovenije, od 2021 je njegova častna članica.